# Südrad
Die Südrad Autoräder GmbH & Co. KG in Ebersbach war ein Unternehmen, das Radfelgen aus Stahl für Autos, Lastkraftwagen und landwirtschaftliche Fahrzeuge herstellte, später aber auch Radfelgen aus Aluminium in sein Produktions- und Vertriebsprogramm mit aufnahm. Es bestand von 1946 bis 2019 in unterschiedlichen Gesellschaftsformen und mit unterschiedlichen Gesellschaftern.

## Geschichte

### Gründung
Bis zum Ende des Zweiten Weltkriegs befand sich die deutsche Räderindustrie im Wesentlichen in Ronneburg (Thüringen) und damit auf dem Gebiet der sowjetischen Besatzungszone. Auf Initiative der Daimler Benz AG gründeten Richard Stahl, Otto Achtermann, Guido Daur, Willy Hellweg und die Deutsche Effecten- und Wechselbank (Frankfurt) 1946 mit einem Stammkapital von 650.000 Reichsmark die Südrad GmbH in Ebersbach.
1948 beteiligte sich der Pressenfabrikant Louis Schuler und noch im gleichen Jahr Paul Lemmerz, der Inhaber der Räderfabrik Lemmerz Werke KG aA in Königswinter. Die für die Produktion von Stahlscheibenrädern erforderlichen Werkzeugmaschinen waren damals nur schwer erhältlich. Durch die Beteiligung von Louis Schuler, Inhaber des Unternehmens Schuler-Pressen aus Göppingen, war es möglich, von dort die Pressen zu erhalten. Paul Lemmerz brachte Fertigungs-Know-How mit ein. Louis Schuler und Paul Lemmerz verfügten nach ihrem Eintritt über die Mehrheit des Stammkapitals, das sich nunmehr auf 900.000 Reichsmark belief. In den Anfängen wurden Räder an die Daimler Benz AG für den Mercedes Typ 170 V und 170 D und an die Opel AG für kleine LKW-Räder des Opel-Blitz geliefert.
Das Unternehmen begann in angemieteten Räumen in Ebersbach, die alsbald zu klein wurden. Mit Unterstützung der Gemeinde Ebersbach wurde in der Strutstraße 21 in Ebersbach ein neuer Standort gefunden. 1953 erfolgte der erste Spatenstich. 1955 lief dort die Produktion in den neuen Fertigungsgebäuden an.
Südrad entwickelte sich zum drittgrößten Hersteller von Stahlscheibenrädern in Deutschland hinter den Unternehmen Mannesmann-Kronprinz AG in Solingen und der Lemmerz Werke KG aA Königswinter. Zu den wichtigsten Kunden gehörten die Fahrzeughersteller Daimler-Benz, BMW, VW, Audi, Magirus-Deutz, MAN und Fendt. Darüber hinaus wurden die Produkte über Vertragshändler direkt an die Endverbraucher veräußert. Um stets lieferfähig zu sein, wurde ein Fertigungswarenlager unterhalten, in dem sich aufgrund der Vielfalt der gängigen Radtypen durchschnittlich rund 500.000 Räder befanden.

### Das Familienunternehmen
Nach dem erfolgreichen Start der Gesellschaft schieden Paul Lemmerz bereits im April 1951 und Louis Schuler im September 1960 aus der Gesellschaft aus. Mehrheitsgesellschafter wurden nunmehr Maria und Willy Hellweg sowie Margot und Karl Hinn, die verwandtschaftlich miteinander verbunden waren. Aus Südrad wurde ein Familienunternehmen.
Als der Gesellschafter Karl Hinn 1974 verstarb, folgte ihm sein Sohn Albert K. Hinn, geboren am 10. Oktober 1949. Er wurde am 1. September 1978, also im Alter von 28 Jahren, auch als Geschäftsführer bestellt und prägte danach die weitere Unternehmenspolitik wesentlich. Nach dem Tod seiner Mutter Margot verfügte er über eine deutliche Mehrheit am Gesellschaftskapital, das nunmehr 20 Mio. DM betrug.

### Der Niedergang
Bereits im Jahre 1979 startete Südrad eine Kooperation mit der führenden französischen Aluminium-Gießerei Montupet, welche Aluminiumräder für die Erstausrüstung und den Aftermarket herstellte. Südrad veräußerte ihre Beteiligung im Jahre 1990 und übernahm sodann im Folgejahr die in Konkurs gegangene Aluminiumgießerei CETF S.A. Soultzmatt, Frankreich, die mit einem Gegengussverfahren auf der Grundlage einer bulgarischen Erfindung arbeitete und ihre Produktion fast zu 100 Prozent dem führenden deutschen Aluminiumräderhersteller BBS in Schiltach lieferte. Nicht nur Südrad wollte das Unternehmen übernehmen, sondern auch BBS. Südrad gab dann gegen die Interessen von BBS ein Übernahmeangebot ab und erhielt hierfür auch den Zuschlag.
Der Hauptkunde BBS kündigte innerhalb eines Jahres alle Abnahmeverpflichtungen. Die CETF S.A., zwischenzeitlich in Südrad Roues France S.A. umbenannt, musste in kurzer Zeit neue Kunden aufbauen. Die nur als Gießerei konzipierte Fabrikanlage musste zu einem vollständigen Aluminiumradhersteller ausgebaut werden. Dafür investierte Südrad in den folgenden Jahren rund 12 Mio. DM.
Noch im Jahre 1990 konnte Südrad bei einem Umsatz von 161 Mio. DM mit 950 Arbeitnehmern einen kleinen Gewinn von 85.000 DM ausweisen. Im Jahre 1991 hatte Südrad seinen Umsatz zwar auf 170 Mio. DM gesteigert, jedoch führte er zu einem Verlust von 6,5 Mio. DM, der durch Kosten für die Unternehmensberatung Proudfoot entstanden war. Diese hatte nicht nur Beratungshonorare in Höhe von 5 Mio. DM abgerechnet, sondern auch durch Umstellung der Fertigungsanlage dramatische Produktionsverluste verursacht.
Das Jahr 1993 war durch dramatische Umsatzeinbußen wegen der Rezession in der Automobilindustrie gekennzeichnet. Der Umsatz stürzte von 170 Mio. DM auf 130 Mio. DM im Jahre 1993 ab. Die Geschäftsführung reagierte darauf mit einem Abbau von 130 Arbeitsplätzen. Investitionen wurden auf die dringlichsten Maßnahmen reduziert. Das Jahr 1994 brachte erneut Umsatzeinbußen, diesmal im Handelsbereich. Ein milder Winter führte zu einem deutlich geringeren Absatz an Winterrädern.
Die finanziellen Verhältnisse wurden zusätzlich durch hohe Privatentnahmen der Gesellschafter Albert K. Hinn und Werner Hellweg belastet: Albert K. Hinn schuldete Südrad 13 Mio. DM. Südrad hatte ihm für private Zwecke Gesellschafterdarlehen in Höhe von 5,6 Mio. DM ausgereicht. Weitere 7,3 Mio. DM waren Darlehen, die dem Braunschweiger Maschinenbauunternehmen Karges-Hammer-Maschinen GmbH & Co. KG gewährt wurden. Hinn war an dieser Gesellschaft beteiligt und übernahm von 1986 bis 1989 die Geschäftsführung. Für die Darlehen bürgte er persönlich. Nachdem die Karges-Hammer-Maschinen GmbH & Co. KG in Konkurs geraten war, griff diese Bürgschaft. Hinn haftete persönlich und geriet selbst in Konkurs. Der Gesellschafter Werner Hellweg war im Unternehmen für Kunden- und Händlerbetreuung im süddeutschen Raum angestellt und belastete das Unternehmen ebenfalls auf Grund von Privatentnahmen, die sich auf 1,8 Mio. DM beliefen. Beide Gesellschafter waren nicht in der Lage, ihre Zahlungsverpflichtungen gegenüber Südrad zu erfüllen. Der Gesellschafter Werner Hellweg betrieb deshalb im Frühjahr 1995 die Abberufung von Albert K. Hinn als Geschäftsführer.

### Das Konkursverfahren
Im Juni 1995 trat bei Südrad die Zahlungsunfähigkeit ein. Löhne und Gehälter konnten nicht mehr bezahlt werden. Das Unternehmen stellte deshalb am 20. Juni 1995 beim Amtsgericht Göppingen Antrag auf Eröffnung des gerichtlichen Vergleichsverfahrens zur Abwendung des Konkurses. Der Stuttgarter Rechtsanwalt Volker Grub wurde zum vorläufigen Vergleichsverwalter bestellt.
Der Widerstand in der Belegschaft gegen den Geschäftsführer Albert K. Hinn und Zwangsvollstreckungsmaßnahmen von zwei Banken gegen ihn persönlich führten dazu, dass Albert K. Hinn sein Amt als Geschäftsführer nicht mehr ausüben konnte. Die Belegschaft forderte und die finanzierenden Banken erwarteten, dass er sein Amt als Geschäftsführer niederlege.
Sechs Banken waren nicht bereit ein Vergleichsverfahren zu finanzieren. Das Amtsgericht Göppingen eröffnete deshalb am 1. September 1995 das Anschlusskonkursverfahren. Grub wurde auch als Konkursverwalter bestellt.
Unter seiner Führung und mit Unterstützung der Unternehmensberatung MCB Budde & Berger, Beilstein, wurde ein Sanierungskonzept erarbeitet. Dieses sah unter anderem vor:
- Die Produktion für einige Räder für die landwirtschaftlichen Fahrzeuge wurden eingestellt.
- In einem Haustarifvertrag mit der Gewerkschaft IG Metall wurde die wöchentliche Arbeitszeit von 35 auf 37,25 Stunden erhöht.
- 150 Arbeitsplätze wurden auf der Grundlage eines Interessenausgleichs und Sozialplanes abgebaut.

Mit der DaimlerChrysler AG wurde ein Großauftrag für LKW-Räder abgeschlossen, der jedoch eine Investition in eine neue Fertigungslinie bedingte, die mit Kosten von 12 Mio. DM verbunden war. Grub gelang es, für diese Investition eine Landesbürgschaft über die gesamte Investitionssumme zu erhalten.
Die weniger erfolgreiche Sparte der Aluminiumräder wurde saniert und sollte so rasch wie möglich veräußert werden. Südrad sollte sich wieder auf die Kernkompetenz, die Herstellung von Stahlrädern, konzentrieren.
Die Kreditforderungen der sechs finanzierenden Banken beliefen sich auf 70 Mio. DM und waren umfassend mit Grundpfandrechten, der Abtretung aller Kundenforderungen und Sicherungsübereignungen der Warenvorräte gesichert. Grub einigte sich mit den Banken über alle zur Sicherheit übereigneten Gegenstände verfügen zu können. Die drei großen Automobilunternehmen DaimlerChrysler, BMW und Audi unterstützen ausdrücklich die Fortführung des Unternehmens durch den Konkursverwalter.

#### Fortführung durch den Konkursverwalter
Grub führte die Südrad Autoräder GmbH und Co. KG im Rahmen des Konkurses bis zum 31. Dezember 1999. Zum 1. April 1996 gründete er als Tochtergesellschaft der Konkursfirma eine Auffanggesellschaft, die Südrad GmbH Radtechnik, die nunmehr den Vertrieb übernahm. Es gelang ihm, den Umsatz bis zum Jahre 1998 wieder auf 153 Mio. DM zu steigern und Gewinne zu erzielen.
Positiv auf die Umsatzentwicklung wirkte sich auch aus, dass es in den Jahren 1997 und 1998 zu drei Fusionen bei den Räderherstellern kam. Im Jahre 1997 wurde Kronprinz von Michelin und Lemmerz von der Hayes-Wheels International Inc., Romulus, Michigan/USA, übernommen. 1998 wurde der französische Räderhersteller Dunlop-France von der italienischen Magnetto-Gruppe übernommen. Für Südrad gereichte dies zum Vorteil, denn die deutsche Automobilindustrie bevorzugte Lieferanten aus dem Mittelstand.
Am 13. Juli 1996 nahm Grub für Südrad in Barcelona die Qualitätsauszeichnung “Bester Lieferant” der Audi AG entgegen. Die neue Fertigungslinie für LKW-Räder konnte im Jahre 1996 erfolgreich in Betrieb genommen werden und trug wesentlich zu der Umsatzsteigerung bei. Im Schnitt beschäftigte Südrad während des Konkursverfahrens 600 Arbeitnehmer.

#### Südrad Roues France S.A.
Die Südrad Roues France S.A. wurde im Rahmen eines Depot-de-Bilan-Verfahrens, ein Insolvenzverfahren nach französischem Recht, erfolgreich saniert. Zum 1. Oktober 1997 verkaufte Grub die Gesellschaft zusammen mit der Autec GmbH, eine Vertriebsgesellschaft für Aluminiumräder, an die BCW Kraftfahrzeugtechnik GmbH, vertreten durch Heinz Ludwig Berger und die Deutsche Brennstoffvertrieb Würzburg Fritz Kortekamp GmbH in Idstein. Die Gesellschaft beschäftigte noch 160 Arbeitnehmer und erzielte einen Umsatz von rund 78 Mio. FF.

#### Übernahmeverhandlungen und Übernahme
Grub führte während seiner viereinhalbjährigen Tätigkeit für Südrad mit über 50 Interessenten Übernahmeverhandlungen, darunter fast alle wesentlichen Wettbewerber wie Accuride Corporation, Henderson, USA; Camozzi Holding S.p.A., Brescia, Italien; Lemmerz, Königswinter und Michelin, Clermont-Ferrand, Frankreich. Ende des Jahres 1999 einigt er sich für eine Übernahme der Südrad mit der Mefro Metallwarenfabrik Fischbacher GmbH, Rohrdorf, Bayern, vertreten durch ihren Geschäftsführer Alfred Fischbacher ein kleineres mittelständisches Unternehmen. Zur Mefro-Gruppe gehörte auch das Mefro Räderwerk Ronneburg GmbH mit Sitz in Ronneburg, von Mefro im Juli 1991 aus dem DDR-Kombinat übernommen und Hersteller von Stahlscheibenrädern. Mefro erwarb zunächst die Südrad GmbH Radtechnik, mit der sie die gesamten Geschäftsaktivitäten der Südrad Autoräder GmbH & Co. KG erwarb und führte sodann das Gesamtunternehmen ab 1. Januar 2000 unter Südrad GmbH Radtechnik erfolgreich fort.

#### Das Ende des Insolvenzverfahrens
Grub konnte das Konkursverfahren bereits Ende des Jahres 2001 beenden. Die Forderungen des Bankenpools erhöhten sich aufgrund weiterer Zinsforderungen auf 76,1 Mio. DM, auf die sie aus Sicherheitserlösen 30,8 Mio. DM erhielten. Die gesamten nichtbevorrechtigten Forderungen beliefen sich auf 61,4 Mio. DM, die eine Zahlungsquote von 48,5 Prozent erhielten.

## Südrad unter mefro
Südrad blieb bis zur Schließung des Werkes im Jahre 2019 im Besitz der mefro-wheels GmbH. Alfred Fischbacher entwickelt die mefro-Gruppe zu einem Marktführer in Europa. Schon 1991 gründet er die mefro-wheels GmbH als Holding, in die auch Südrad integriert wurde. Mefro kaufte in der Folgezeit Radhersteller in Russland, Frankreich, China und der Türkei. Zum 1. Januar 2005 übernahm mefro-wheels GmbH den kompletten Stahlradbereich von Michelin und damit auch deren deutsche Tochtergesellschaft Kronprinz AG in Solingen.
Am 6. Juni 2018 übernahm amerikanische Accuride Corp. die mefro-wheels GmbH in Solingen mit rund 3.000 Arbeitnehmern von der Rechtsanwaltskanzlei Wellensiek, die eine Verkaufstreuhand innehatte. Wirtschaftliche Schwierigkeiten der mefro-wheels GmbH zwangen Alfred Fischbacher, das Unternehmen zu veräußern.
Accuride schloss das Werk der Südrad GmbH im Sommer 2020, wo zu dem Zeitpunkt noch 300 Arbeitnehmer beschäftigt waren. Begründet wurde dies damit, dass das Werk in Ebersbach zu teuer produziere und die weltweite Nachfrage nach den dort produzierten Stahlfelgen gesunken sei.
Im Juni 2021 berichtet die Presse, das die Südradgebäude abgebrochen werden und das tschechische Unternehmen P3 Logistic Parks dort eine 33.000 Quadratmeter große Logistikhalle mit 43 Toren errichten will. Der Standort sei derzeit das größte im Raum Stuttgart befindliche Grundstück, auf dem ein Neubau für Logistik umgesetzt werden könne.